# Bupleurum gerardii
Bupleurum gerardii là một loài thực vật có hoa trong họ Hoa tán. Loài này được All. mô tả khoa học đầu tiên năm 1774.